# Футбол в Великобритании
Футбол в Великобритании организован (считая только Home nations, без заморских территорий) четырьмя входящими в её состав странами: Англией, Шотландией, Северной Ирландией и Уэльсом, каждая из которых имеет собственную независимую футбольную ассоциацию. Объединённая сборная Великобритании по футболу в настоящий момент отсутствует. 
Футбол является самым популярным видом спорта в Соединённом Королевстве с 1860-х годов (Англия считается родиной футбола).
Подробнее о футболе в разных странах Соединённого Королевства:
- Футбол в Англии
- Футбол в Шотландии[англ.]
- Футбол в Северной Ирландии[англ.]
- Футбол в Уэльсе

## Футбольные ассоциации
Каждая из четырёх стран, входящих в Соединённое Королевство, имеет собственную национальную футбольную ассоциацию, которая занимается управлением по футбольным вопросам в границах своей территории. Это 
Футбольная ассоциация Англии (основана в 1863 году), 
Шотландская футбольная ассоциация (основана в 1873 году), 
Футбольная ассоциация Уэльса (основана в 1876 году) и 
Ирландская футбольная ассоциация (основана в 1880 году). 
Это четыре старейшие футбольные ассоциации в мире, они занимают четыре места из восьми в Международном совете футбольных ассоциаций (IFAB), который определяет правила игры в футбол (оставшиеся четыре места в совете принадлежат ФИФА).

## Система футбольных лиг
В Англии, Шотландии, Уэльсе и Северной Ирландии существуют различные системы футбольных лиг. В Уэльсе не было национальной лиги до 1992 года (до этого существовали лишь региональные лиги), из-за чего некоторые ведущие валлийские клубы выступают в системе английских лиг.
Система футбольных лиг Англии включает сотни различных лиг и состоит из тысяч различных дивизионов. Элитным дивизионом является Премьер-лига, за ней следуют Футбольная лига Англии и Футбольная Конференция.
Система футбольных лиг Северной Ирландии состоит из Футбольной лиги Северной Ирландии, ряда полупрофессиональных и любительских лиг. Один североирландский клуб, «Дерри Сити», выступает за пределами Великобритании, в чемпионате Ирландии.
Система футбольных лиг Шотландии включает Шотландскую профессиональную футбольную лигу, а также нескольких региональных лиг.
Система футбольных лиг Уэльса включает Валлийскую Премьер-лигу, затем параллельно существующие на 2 уровне Кимру Альянс и Футбольную лигу Уэльса, которая распространяется на 3 и 4 уровни, а также в системе существует несколько региональных лиг.

## Кубковые турниры
В Великобритании разыгрывается большое количество кубковых турниров. Они проводятся английскими, шотландскими, валлийскими и североирландскими футбольными организациями. Некоторые из них предоставляют квалификацию в еврокубки для победителей (в частности, в Лигу Европы УЕФА).
Каждая футбольная ассоциация проводит свой собственный национальный кубок: Кубок Футбольной ассоциации в Англии, Шотландский кубок в Шотландии, Валлийский кубок в Уэльсе и Ирландский кубок в Северной Ирландии. Проводятся также и другие, менее престижные кубковые соревнования.

## Национальные сборные
Футбольная сборная Великобритании имеет богатую историю. До 1912 года она трижды становилась победительницей олимпийских турниров.  С 1948 по 1972 год сборная принимала участие в Олимпийских отборочных турнирах, но больших успехов не добивалась.  После 1960 года ни разу не попадала на финальный турнир. После 1972 года, в связи с изменением правил допуска профессионалов на Олимпийские игры, прекратила принимать участие и в отборочных турнирах.
Объединённая сборная Великобритании по футболу в настоящий момент отсутствует, вместо неё выступают четыре независимые сборные: Англия, Шотландия, Уэльс и Северная Ирландия.
Однако Олимпийский комитет Великобритании официально объявил о созыве сборной Великобритании для участия в футбольном Олимпийском турнире 2012 года. Президент FIFA Йозеф Блаттер заявил, что Великобритания будет представлена на олимпийском турнире одной командой, но как именно будет формироваться эта команда — это внутреннее дело страны.

## Стадионы

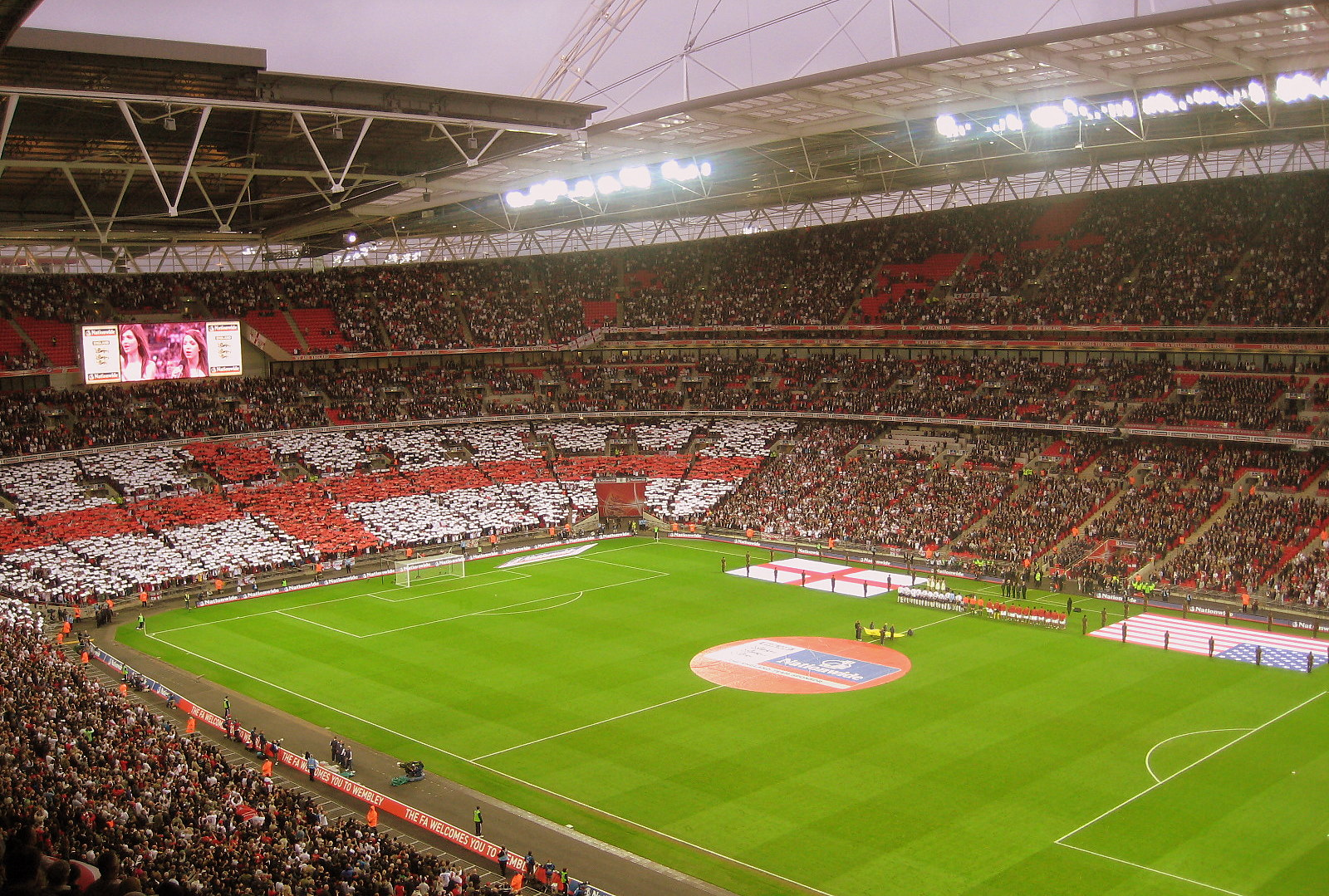
Английский «Уэмбли»

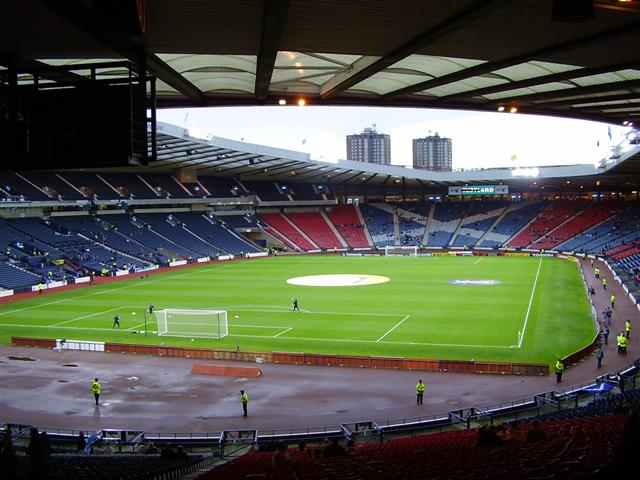
Шотландский «Хэмпден Парк»

Каждая из четырёх стран, входящих в Соединённое Королевство, имеет собственный домашний стадион, на котором проводит матчи национальная сборная:
- Англия — «Уэмбли», Лондон (90 000)
- Северная Ирландия — «Уиндзор Парк», Белфаст (15 000)
- Шотландия — «Хэмпден Парк», Глазго (52 000)
- Уэльс — «Миллениум», Кардифф (74 000)

Ниже указаны 10 крупнейших футбольных стадионов Великобритании.
| Стадион           | Город             | Вместимость |
| ----------------- | ----------------- | ----------- |
| Уэмбли            | Лондон            | 90 000      |
| Олд Траффорд      | Манчестер         | 76 000      |
| Миллениум         | Кардифф           | 74 000      |
| Селтик Парк       | Глазго            | 60 000      |
| Эмирейтс          | Лондон            | 60 000      |
| Сент-Джеймс Парк  | Ньюкасл-апон-Тайн | 52 000      |
| Хэмпден Парк      | Глазго            | 52 000      |
| Айброкс           | Глазго            | 51 000      |
| Стэдиум оф Лайт   | Сандерленд        | 49 000      |
| Сити оф Манчестер | Манчестер         | 48 000      |

## Болельщики
- Британские футбольные болельщики (см. Футбольные болельщики)

- в культуре: Английская болезнь (книга), Фанаты (фильм, 2004)), Хулиганы (фильм, 2005), «Ушедшее время» (2009)
- также: Ультрас / Футбольные хулиганы (Футбольное хулиганство в Соединенном Королевстве, Football hooliganism in the United Kingdom[англ.][3][4][5][6])